# Heartbreaker (지드래곤의 음반)
《Heartbreaker》(한국어: 하트브레이커)는 대한민국의 음악 그룹 빅뱅의 리더 G-Dragon의 첫 번째 솔로 정규 음반이다. 이 음반의 동명의 타이틀 곡 "Heartbreaker"는, 발매와 동시에 여러 음악 차트에서 1위를 차지했다. 이 음반은 한국에서 285,000장의 음반 판매량을 기록했다. 하지만 음반의 수록곡 중 2곡이 표절 논란에 휩싸이며 사회적 이슈가 되기도 하였다.

## 배경
이 음반은 당초 2009년 4월에 발매될 예정이였지만, 8월로 미뤄졌다. 지드래곤의 생일을 기념하기 위해서였던 것으로 알려졌다. G-Dragon은 Teddy, 태양, 2NE1의 CL과 콜라보레이션 하였다. 그의 음반 인트로 곡 "소년이여"는 YG 엔터테인먼트에서 연습생을 시작한 12세 나이때부터 자신의 힘들었던 어린 소년의 생각과 투쟁을 담고 있다. 타이틀 곡 "Heartbreaker"는 각종 음원 사이트에서 올킬 1위를 차지하였고, "Breathe" 등 수록 곡까지 차트 20위안에 들며 음원 차트가 생긴 이래 처음으로 일례적인 차트 줄세우기를 하며 많은 관심을 받았다.

## 프로모션
G-Dragon은 2009년 8월 30일 《인기가요》에서 컴백 무대를 가지며 활동을 시작했으며, "Heartbreaker"는 《인기가요》에서 3주 연속 1위, 《뮤직뱅크》에서 5주 연속 1위를 차지했다.

## 표절 논란
G-Dragon은 소니ATV뮤직퍼블리싱코리아으로부터 "Heartbreaker"와 "Butterfly"가 플로 라이더의 곡 "Right Round"와 오아시스의 곡 "She's Electric"과 비슷하다며 표절에 관한 고소장을 받았다. 또한 두 곡에 대한 일부의 권한을 갖고 있는 EMI에서도 "Right Round"와 유사성이 있다고 언급했다. 하지만 2012년 8월 21일 소니 코리아는 G-Dragon의 표절에 관련해, 일정 부분 유사성이 있긴 하지만 표절이라고 단정짓기는 어렵다고 공식적인 입장을 밝혔으며, MBC 《시사매거진 2580》에서 해당 곡의 저작권 관리인측 법률대리인은 YG 엔터테인먼트에 무단사용 경고장을 발송했다고 밝히며, "음악 전문가들의 감정을 거친 결과 상당히 실질적으로 유사하다는 판단을 받았다. 기획제작사 등에 대해 저작물 무단 이용에 대한 경고장을 발송한 상태다"고 인터뷰했다. 하지만 이에 대해 YG 엔터테인먼트는 "지드래곤 솔로 데뷔 음반 수록곡의 크레딧이 공개되지 않으면서 오해가 불거진 듯하다"며 "이번 지드래곤 솔로 음반에는 새로운 프로듀서와 작곡가가 대거 투입됐다"고 밝히며, "지드래곤이 지금까지 해온 것처럼 공동 작업으로 이뤄진 곡들이 많다"며 "타이틀곡인 '하트 브레이커'에는 스웨덴 프로듀서들이 함께 작업했다"고 설명했다. 이어 "반주가 비슷하기 때문에 표절이라고 주장하는 것은 비슷한 하우스 리듬을 쓰는 모든 하우스 곡들이 표절이라는 말과 같다"며 표절 논란에 대해 반박하며, "그런 논리라면 표절 논란이 불거진 플로 라이다의 노래 외에도 비슷한 곡들은 얼마든지 찾을 수 있다"며 "요즘 유행하는 비트를 참고한 것이지 표절한 것이 아니다. 노래 완곡이 공개되면 표절 논란은 수그러들 것"이라고 입장을 밝혔다. 또한 양현석은 9월 24일 YG 공식 웹사이트를 통해, 표절 논란이 생긴 이후 공식 입장이라며 언론에 공론화하는 소니 ATV의 행동에 강한 불쾌감을 드러내며 소니ATV가 보낸 경고장은 하루에 백통도 넘게 보낼 수 있는 형식적인 서류에 불과하다고 언급했다.
2010년 3월 6일, YG 엔터테인먼트는 G-Dragon의 솔로콘서트 《샤인 어 라이트》 라이브앨범에 "Heart breaker"이 표절논란에 휘말렸을 당시 원곡자로 거론됐던 뮤지션 플로라이다가 직접 피처링에 참여한 새로운 버전의 "Heart breaker"를 보너스CD에 수록한다고 발표했다. 그해, 5월 22일에는 플로라이다의 한국 콘서트의 스페셜 게스트로 G-Dragon이 초대 되어 플로라이다가 피처링한 새로운 버전의 "Heart breaker" 무대를 선보였다.

## 트랙 리스트
| #             | 제목                                              | 작사                | 작곡                       | 편곡             | 재생 시간 |
| ------------- | ------------------------------------------------- | ------------------- | -------------------------- | ---------------- | --------- |
| 1.            | 〈소년이여〉                                      | G-Dragon            | G-Dragon, choice37         | choice37         | 3:29      |
| 2.            | 〈Heartbreaker〉                                  | G-Dragon            | G-Dragon, Jimmy Thornfeldt | Jimmy Thornfeldt | 3:22      |
| 3.            | 〈Breathe〉                                       | G-Dragon            | G-Dragon, Jimmy Thornfeldt | Jimmy Thornfeldt | 3:27      |
| 4.            | 〈Butterfly〉 (Feat. Jin Jung)                    | G-Dragon            | G-Dragon, choice37         | choice37         | 3:42      |
| 5.            | 〈Hello〉 (Feat. 산다라 박 of 2NE1)               | G-Dragon            | G-Dragon, Kush             | Kush             | 3:17      |
| 6.            | 〈Gossip Man〉 (Feat. 김건모)                     | G-Dragon            | G-Dragon, Teddy            | Teddy            | 3:31      |
| 7.            | 〈Korean Dream〉 (Feat. 태양 of 빅뱅)             | G-Dragon            | G-Dragon, Jimmy Thornfeldt | Jimmy Thornfeldt | 3:16      |
| 8.            | 〈The Leaders〉 (Feat. Teddy OF 1TYM, CL of 2NE1) | G-Dragon, Teddy, CL | Teddy                      | Teddy            | 3:48      |
| 9.            | 〈She`s Gone〉 (Feat. Kush of 스토니 스컹크)      | G-Dragon            | G-Dragon, Kush             | Kush             | 3:44      |
| 10.           | 〈1년 정거장〉                                    | G-Dragon            | G-Dragon, Kush             | Kush             | 4:04      |
| 총 재생 시간: | 총 재생 시간:                                     | 총 재생 시간:       | 총 재생 시간:              | 총 재생 시간:    | 35:52     |

## 차트

### 판매량
| 차트        | 판매량                                                                                                  |
| ----------- | --- |
| 가온 판매량 | - 210,303(2009) - 33,453(2010) - 15,000(2011) - 16,792(2012) - 15,610(2013) - 838(2014) - 285,000(합계) |

## 수상
| 년도 | 시상식                  | 부분          | 결과 |
| ---- | ----------------------- | ------------- | ---- |
| 2009 | Mnet 아시안 뮤직 어워드 | 올해의 앨범상 | 수상 |
| 2009 | 멜론 뮤직 어워드        | 올해의 앨범상 | 수상 |